# 6. pokrajinski štab Slovenske vojske
6. pokrajinski štab (kratica: 6. PŠTO/6. PŠSV) je bil pokrajinski štab, zadolžen za Severnoprimorsko pokrajino, sprva Teritorialne obrambe Republike Slovenije, nato pa Slovenske vojske, ki je bil aktiven med slovensko osamosvojitveno vojno.

## Zgodovina
PŠTO je bil ustanovljen konec septembra 1990 z reorganizacijo takratne TO RS in MSNZ.
V sklopu preoblikovanja slovenskih oboroženih sil (s sprejetjem Zakona o obrambo 20. decembra 1994) so PŠTO preimenovali v 6. pokrajinski štab Slovenske vojske (PŠSV).
Leta 1998 je bila izvedena nova strukturna reorganizacija Slovenske vojske, s katero je bil ukinjen pokrajinski štab.

## Organizacija
Junij 1991
- 61. območni štab Teritorialne obrambe Republike Slovenije (Nova Gorica)
- 63. območni štab Teritorialne obrambe Republike Slovenije (Tolmin)

## Poveljstvo
Junij 1991
- poveljnik PŠTO: podpolkovnik Bogdam Beltram
- načelnik štaba PŠTO: major Srečko Lisjak
- načelnik operativno učnega odseka: stotnik 1. razreda Stanko Dužič
- načelnik obveščevalnega odseka: stotnik Friderik Markovčič
- načelnik odseka za organizacijsko mobilizacijske in personalne zadeve: major Janko Korče
- pomočnik za domovinsko vzgojo: podporočnik Igor Žežlin
- pomočnik za zaledje: stotnik Boris Lutman